# O mio babbino caro

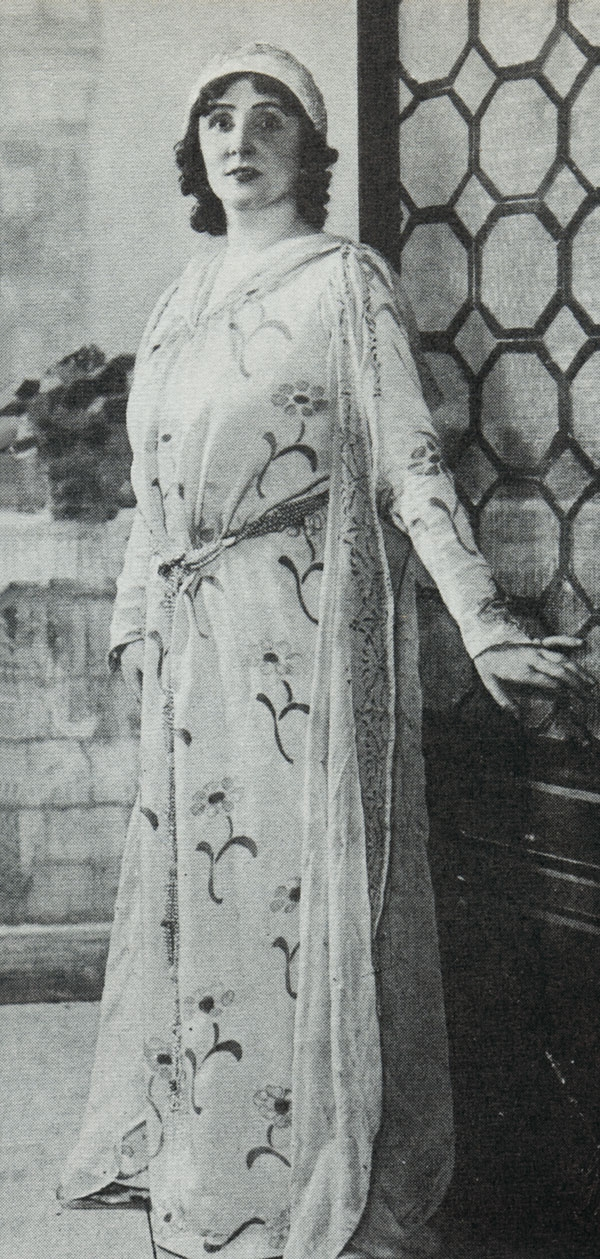
Florence Easton prima interprete di Lauretta in Gianni Schicchi

O mio babbino caro è un'aria dell'opera Gianni Schicchi (1918) di Giacomo Puccini, su libretto di Giovacchino Forzano. Il primo soprano a cantarla è stata Florence Easton durante la prima rappresentazione del Trittico pucciniano il 14 dicembre 1918 al Metropolitan di New York.
L'aria è cantata dal personaggio di Lauretta che si rivolge al padre Gianni Schicchi quando lo scontro tra quest'ultimo e la famiglia Donati giunge a un punto tale da mettere a rischio la sua storia d'amore con Rinuccio Donati; la giovane implora il padre di aiutarla per riuscire finalmente a realizzare il suo sogno. Il brano è di grande intensità lirica e nella melodia l'autore riprende quella esposta inizialmente nello stornello di Rinuccio Firenze è come un albero fiorito, fra la prima e la seconda strofa.
Il brano, in La bemolle maggiore con l'indicazione Andantino, è l'unico pezzo chiuso dell'opera, è di 32 battute ed è preceduto da un brevissimo preludio dell'orchestra. Per sottolineare l'ingenuità del personaggio di Lauretta, Puccini utilizza una melodia tenera, dall'armonia molto semplice; infatti è proprio con le dolci parole babbino caro che la giovane riesce a commuovere il padre. Anche se secondo alcuni critici l'espressione di lirismo è forzatamente ingenua e pertanto non troppo convincente, «l'aria rimane una miniatura forgiata perfettamente».

## Testo
O mio babbino caro,

Mi piace è bello, bello;

Vo' andare in Porta Rossa

a comperar l'anello!

Sì, sì, ci voglio andare!

E se l'amassi indarno,

andrei sul Ponte Vecchio,

ma per buttarmi in Arno!

Mi struggo e mi tormento!

O Dio, vorrei morir!

Babbo, pietà, pietà!...

Babbo, pietà, pietà!

## Altri utilizzi
Il brano compare nel film Mr. Bean's Holiday, nella scena in cui Mr. Bean e Stephen (Max Baldry) improvvisano una recita in strada per guadagnare soldi per il biglietto dell'autobus.